# Комарівці (Жмеринський район)
Кома́рівці — село в Україні, у Барській міській громаді Жмеринського району Вінницької області.
Село засноване в XVI столітті. Комарівці оточують ліси та озера, біля села виявлено поселення трипільської культури.
Розташоване за 8 км від центру громади м. Бар, за 7 км від залізничної станції Комарівці.

## Географія
У селі бере початок Безіменна річка, права притока Шевчички (Розсоховата).

## Історія
1822 року Устим Кармалюк з повстанцями напав на господарство місцевого поміщика.
1905 року в часі повстань селяни намагалися заволодіти землями поміщика.
Під час другого голодомору у 1932–1933 роках, проведеного радянською владою, загинуло 20 осіб.

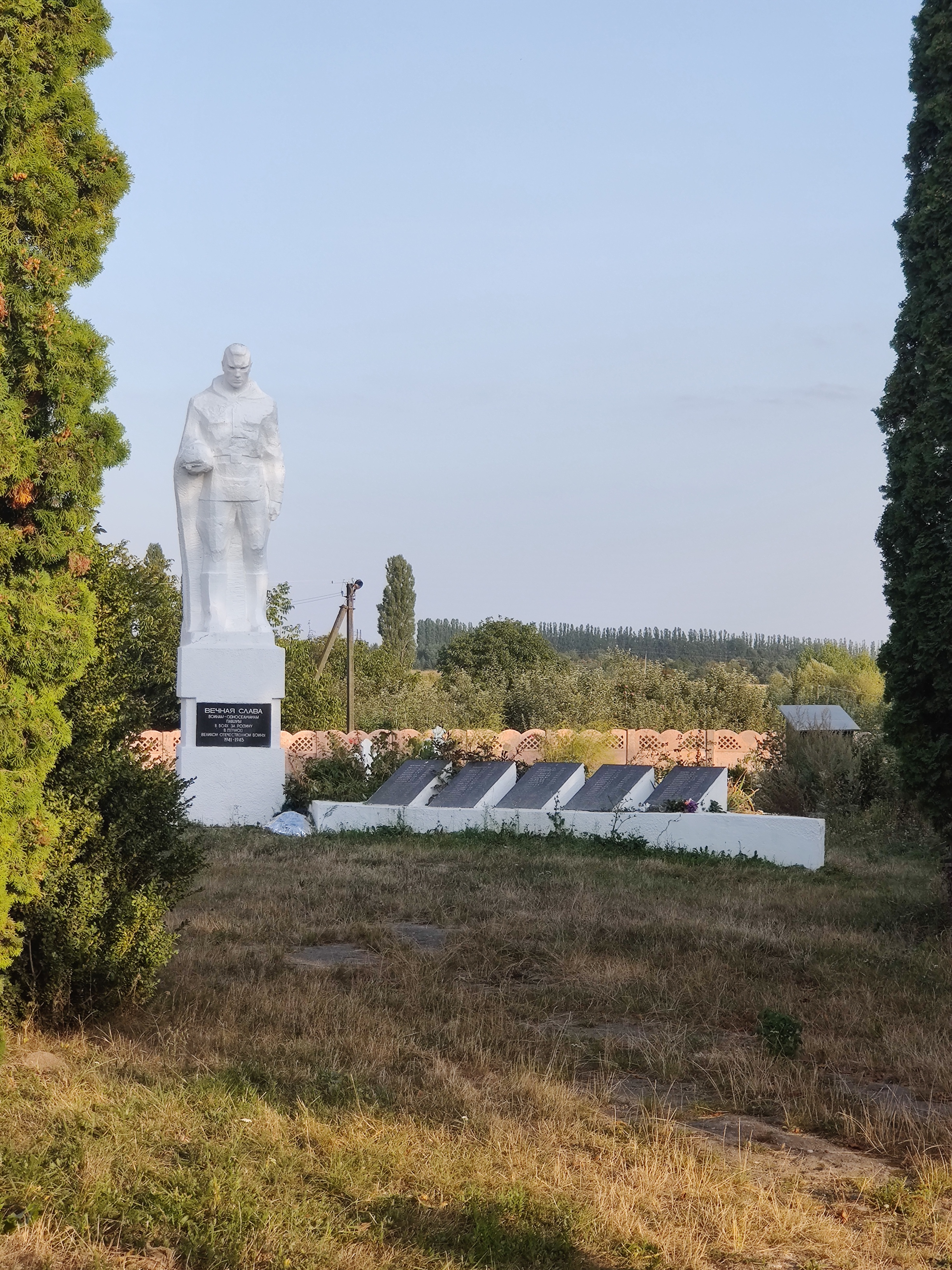
Пам'ятник воїнам-односельчанам

В «Енциклопедії міст і сіл Української РСР, Вінницька область» зазначалося, що на початку 1970-х років населення села становило 1891 людину.
В селі розміщалася центральна садиба радгоспу «Подільський», господарство в користуванні мало 2676 гектарів землі, з них 1752 га орної. Вирощувалися вирощують зернові культури, цукрові буряки, 188 гектарів було зайнято під садами, розвинуте м'ясо-молочне тваринництво. Працювала середня школа, бібліотека.
В радгоспі працювала В. М. Крохмаль — заслужений садівник республіки, нагороджена орденом Леніна.
В 2010-х роках у селі займаються приватним зеленим туризмом, намагаються відродити садівництво. Працює Комаровецька загальноосвітня школа I—III ступенів, розташована, на вулиці названої на честь солдата ЗСУ, що загинув у боях за Дебальцево у 2015 році проти рашистських загарбників — Щепанського Олега Володимировича (ранішня назва вулиці — Леніна); діє бібліотека.
Є сільськогосподарське ТОВ «Подільське». В 2013 році у селі відкрито дитячий садок.
12 червня 2020 року, відповідно до Розпорядження Кабінету Міністрів України № 707-р «Про визначення адміністративних центрів та затвердження територій територіальних громад Вінницької області», увійшло до складу Барської міської громади.
19 липня 2020 року, в результаті адміністративно-територіальної реформи та ліквідації Барського району, село увійшло до складу Жмеринського району.

## Пам'ятки
У селі є пам'ятки:
- Пам'ятник 201 воїну-односельчанину, загиблим на фронтах Великої Вітчизняної війни[4], 1969. Пам'ятка розташована біля Будинку культури.

## Відомі люди
- Брекотін Ігор Володимирович (1966—2022) — командир механізованого взводу, учасник російсько-української війни.[5]
- Дан (Занузданова) Анастасія Едуардівна (1994 р.н.) — письменниця, що працює під псевдонімом Анастасія Дан. Член Національної спілки письменників України.
- Луценко Степан Васильович (1925) — український радянський і компартійний діяч, депутат Верховної Ради УРСР 6-го скликання.
- Подуфалий Антін Іванович (1896 — ?) військовий, хорунжий Армії УНР.
- Щепанський Олег Володимирович (1976—2015) — солдат Збройних сил України, учасник російсько-української війни[6]
- Щепанський Руслан Анатолійович (1972—2022) — солдат Збройних сил України, учасник російсько-української війни.[7]